# Českobratrské hlasy
Českobratrské hlasy byly regionálním konfesijním evangelickým čtrnáctidenníkem pro Valašsko a Ostravsko.
Vycházely v letech 1918-1928. Navazovaly na měsíčník Evangelické hlasy (1913-1918). Vycházely nejprve v Pržně, v letech 1920-1921 ve Frýdku a od roku 1921 ve Valašském Meziříčí. Vůdčí osobností periodika byl farář Alexandr Winkler.